# Cachoeira Grande
Cachoeira Grande är en kommun i Brasilien.   Den ligger i delstaten Maranhão, i den nordöstra delen av landet, 1 500 km norr om huvudstaden Brasília. Antalet invånare är 8 442.
Omgivningarna runt Cachoeira Grande är huvudsakligen savann. Runt Cachoeira Grande är det glesbefolkat, med 11 invånare per kvadratkilometer.